# Vodafone Automotive
Vodafone Automotive S.p.A., con sede a Varese, in Italia, è una società italiana, avente come oggetto la progettazione e produzione di apparati elettronici per la sicurezza dei veicoli e per lo sviluppo di servizi basati sulla geolocalizzazione sulla base delle tecnologie Machine to Machine.
La società, denominata precedentemente "Cobra Automotive Technologies", è stata quotata alla Borsa Italiana fino all'11 agosto 2014, quando è stata revocata, in seguito al successo dell'OPA lanciata da Vodafone. Ha cambiato nome con l'attuale il 1º aprile 2015.
Il gruppo opera attraverso due Business Unit: Vodafone Automotive Telematics, dedicata allo sviluppo di infrastrutture e servizi telematici e Vodafone Automotive Electronic, focalizzata sulla progettazione, produzione, sviluppo e distribuzione di sistemi e componenti elettronici.
Vodafone Automotive Telematics SA, l'80% di proprietà di Vodafone Automotive e il 20% da Tracker Connect Proprietary Limited, ha sedi dirette in Brasile, Italia, Francia, Germania, Spagna, Svizzera e nel Regno Unito. In Malesia, Russia e Sud Africa ha forti rapporti con i leader di mercato regionali.
Vodafone Automotive Electronic Systems ha sedi dirette in Italia, Cina, Giappone e Sud Corea.

## Storia

Vecchio logo della Cobra Automotive Technologies

La società nasce nel 1975 con la denominazione "Delta Elettronica s.a.s. di Dall'Osto Isidoro & C." per mano di Romeo Roman, Serafino Memmola e Isidoro Dall'Osto, ed inizia subito ad operare, una delle prime in Italia, nella progettazione di antifurto per veicoli, denominati da Serafino Memmola Cobra. Nell'agosto del 2014, l'azienda viene interamente acquistata da Vodafone. Nel 2015 ha assunto la denominazione "Vodafone Automotive".
Nel corso degli anni ha subito diverse trasformazioni e cambi di denominazione:
- nel 1976 viene trasformata in società in nome collettivo;
- nel 1982 viene trasformata in società a responsabilità limitata;
- nel 1985 viene trasformata in società per azioni, mantenendo la denominazione Delta Elettronica S.p.A.;
- nel 2004, a seguito dell'incorporazione della società Cobra Italia s.r.l., già denominata Proco Italia s.r.l., costituita nel 1995 e interamente controllata dal 2000, ha assunto l'attuale denominazione Cobra Automotive Technologies S.p.A.
- nel 2007, Cobra realizza tre acquisizioni in Francia, Italia e Regno Unito, creando nuove filiali dirette e avvia il progetto di realizzazione della sede regionale per l'area Asia-Pacifico in Cina.
- nel 2008, Cobra apre una sede a San Paolo, in Brasile, dedicata allo sviluppo telematico.
- nel 2015 ha assunto la denominazione "Vodafone Automotive S.p.A."

L'attività del gruppo si articola in tre settori, di cui uno marginale:
- la progettazione e produzione di sistemi elettronici per auto e moto veicoli, in particolare sistemi antifurto e sistemi di assistenza nelle manovre a bassa velocità;
- progettazione e gestione di servizi di geolocalizzazione;
- marginale, nell'ambito del gruppo, è l'attività della controllata tedesca Cobra Deutschland Gmbh, che distribuisce anche prodotti multimediali da installare sui camper.

## Principali azionisti
- Vodafone Global Enterprise Ltd. - 100%

Dato aggiornato all'8 agosto 2014

## Principali partecipazioni
- Vodafone Telematics S.A. - Mendrisio (Svizzera) - 80%
- Vodafone Telematics Development S.A.S. - Valbonne (Francia) - 80%
- Vodafone Automotive Brasil Ltda. - San Paolo (Brasile) - 56%
- Vodafone Automotive Italia S.p.A. - Busto Arsizio (Italia) - 80%
- Vodafone Automotive UK Ltd. - Sale (Regno Unito) - 80%
- Vodafone Automotive France S.A.S. - Chaville (Francia) - 40,75%
- Vodafone Automotive Korea Ltd. - Yongin-Si (Corea del Sud) - 100%
- Cobra (Beijing) Automotive Technologies Co., Ltd.- Pechino (Cina) - 100%
- Vodafone Automotive Japan K.K. - Tokyo (Giappone) - 100%
- Vodafone Automotive Deutschland GmbH - Kandel (Germania) - 80%
- Vodafone Automotive Espana S.L. - Madrid (Spagna) - 80%

La società controlla inoltre indirettamente le società:
- Autoconnex - (Russia) - 35% (tramite Vodafone Automotive Telematics S.A.)

## Dati economici e finanziari
Nel bilancio chiuso al 31 dicembre 2007 il gruppo Cobra presenta un capitale investito consolidato di circa 153 milioni di Euro, un patrimonio netto consolidato di circa 55,4 milioni di Euro, un fatturato consolidato di circa 116,3 milioni di Euro ed un utile netto consolidato di circa 3,75 milioni di Euro.
Per quanto riguarda na capogruppo, il capitale investito risulta di circa 145,6 milioni di Euro, con un patrimonio netto di circa 71,2 milioni di Euro, un fatturato di circa 98,4 milioni di Euro ed un utile netto di circa 2 milioni di Euro.
Al 31 dicembre 2007 il gruppo Cobra occupava 702 dipendenti, di cui 398 in organico alla capogruppo.